# Chornur, Sandur
Chornur là một làng thuộc tehsil Sandur, huyện Bellary, bang Karnataka, Ấn Độ.